# کریستی والاس
کریستی والاس (انگلیسی: Kristy Wallace؛ زادهٔ ۳ ژانویهٔ ۱۹۹۶) بازیکن بسکتبال زن اهل استرالیا است.
وی در مسابقات کشوری و بین‌المللی در مجموع برندهٔ ۲ مدال طلا، ۴ مدال برنز شده است.